# اروکالامپیدی
اروکالامپیدی (به لاتین: Erukkalampiddy) یک منطقهٔ مسکونی در سری‌لانکا است که در ناحیه منار واقع شده‌است.